# Kyathanahalli, Holenarsipur
Kyathanahalli là một làng thuộc tehsil Holenarsipur, huyện Hassan, bang Karnataka, Ấn Độ.